# Baluchistan (Pakistan)
 For alternative betydninger, se Baluchistan. (Se også artikler, som begynder med Baluchistan)
Baluchistan er en pakistansk provins, der udgør den østlige del af regionen Baluchistan. Provinsen er den største og samtidig den tyndest befolkede i Pakistan. Hovedstaden i provinsen er Quetta.